# Gavin Mogopa
Gavin Mogopa (* 2. dubna 1996) je botswanský zápasník–judista. S judem začínal na základní škole v Gaborone. Jako svého trenéra uvádí Kingsley Segokotla, ale na jeho judistickém rozvoji mají největší vliv japonští dobrovolníci, kteří v Botswaně působí v rámci projekt JICA (Japanese International Corporation Agency). V roce 2016 obdržel od tripartitní komise pozvánku k účasti na olympijských hrách v Riu, kde v úvodním kole nestačil na Čecha Pavla Petřikova ml.. Na olympijské hry ho připravoval japonský dobrovolník Keisuke Icubo.